# Vicente Potolicchio

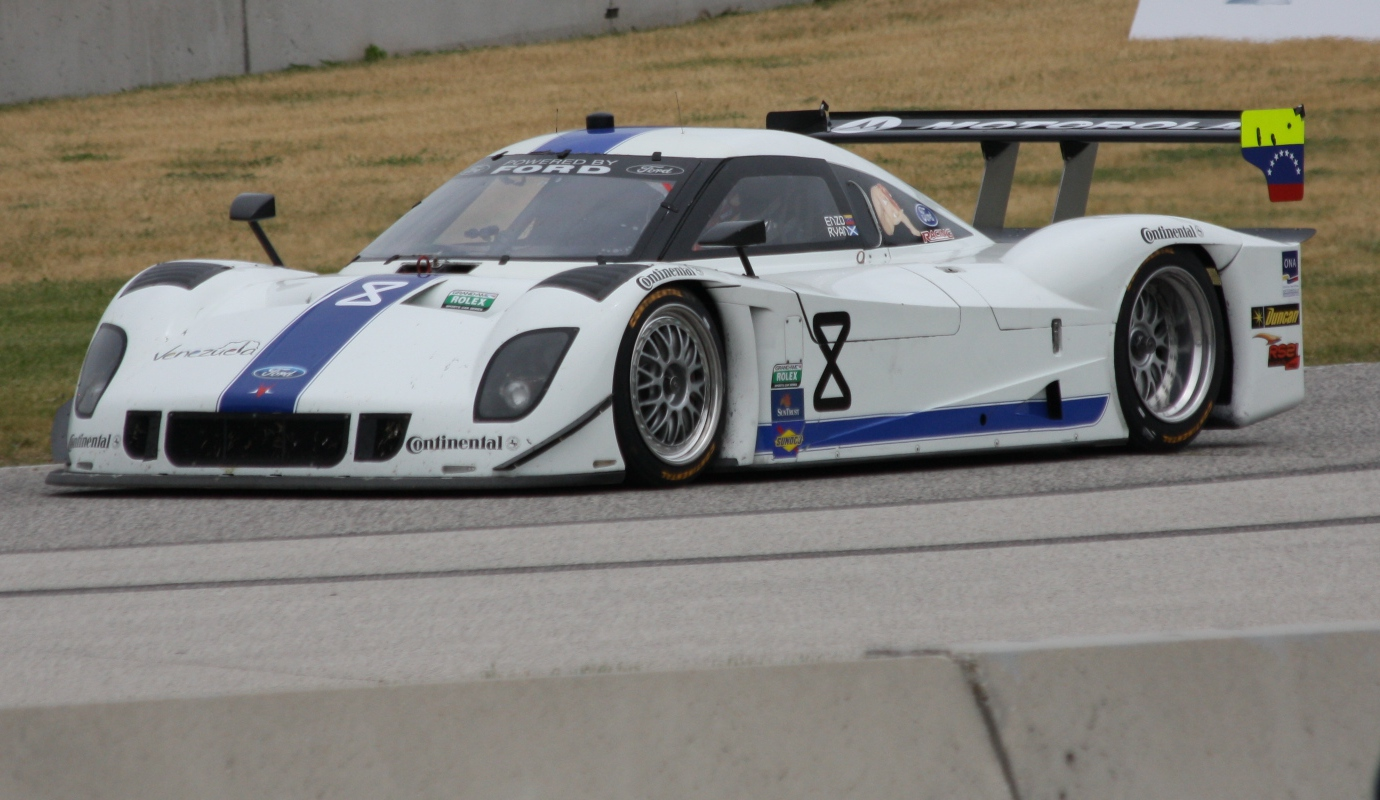
Der Riley-Prototyp von Ryan Dalziel und Vicente Potolicchio in Road America 2012

Vicente Umberto „Enzo“ Potolicchio (* 7. August 1968 in Caracas) ist ein venezolanischer Automobilrennfahrer.

## Karriere
Potolicchio begann seine Motorsportkarriere im amerikanischen Formelsport. Er startete 1998 in der venezolanischen Formel Ford 1600 und gewann 2005 die Gesamtwertung der venezolanischen Formel Ford 2000. Darüber hinaus nahm Potolicchio 2001 und 2005 an insgesamt neun Rennen der U.S. F2000 National Championship teil. Dabei erzielte er eine Podest-Platzierung.
Potolicchio wechselte in den GT-Sport und gewann 2010 und 2011 den Meistertitel der nordamerikanischen Ferrari Challenge. Darüber hinaus nahm er 2011 auch an sechs Rennen der F2000 Championship Series teil. Ein sechster Platz war sein bestes Resultat. Sein Hauptaugenmerk lag 2011 allerdings auf der Rolex Sports Car Series, wo er für Starworks Motorsport an zehn von zwölf Rennen in der DP-Klasse startete. Zusammen mit seinem Teamkollegen Ryan Dalziel gelang ihm der Sieg beim Saisonfinale in Lexington. Er erreichte den 13. Gesamtrang in der DP-Wertung. 2012 nahm Potolicchio zunächst an zwei Langstreckenrennen im arabischen Raum sowie bei einem Langstreckenrennen in Nordamerika teil. Dabei wurde er für Starworks Motorsport startend zusammen mit Dalziel, Lucas Luhr, Allan McNish und Alex Popow Zweiter beim 24-Stunden-Rennen von Daytona. Sein Hauptaugenmerk liegt in der Saison 2012 auf der FIA-Langstrecken-Weltmeisterschaft (WEC), in der er für Starworks Motorsport in einem HPD ARX-03b-Honda startet. Potolicchio brachte das venezolanische Fremdenverkehrsamt als Sponsor mit zum Team. Beim Saisonauftakt in Sebring erzielte Potolicchio zusammen mit seinen Teamkollegen Dalziel und Stéphane Sarrazin den dritten Gesamtrang und den Wertungssieg in der LMP2-Klasse. Beim 24-Stunden-Rennen von Le Mans 2012, das auch zur WEC zählte, folgte mit Dalziel und Tom Kimber-Smith als Teamkollegen ein weiterer Klassensieg in der LMP2. Nach dem dritten Rennen belegte er zusammen mit Dalziel den sechsten Platz in der Fahrerweltmeisterschaft. Darüber hinaus war Potolicchio bei einem Rennen der Continental Tire Sports Car Challenge am Start.

## Statistik

### Karrierestationen
| - 1998: Venezolanische Formel Ford 1600 - 2001: U.S. F2000 National Championship (Platz 20) - 2005: Venezolanische Formel Ford 2000 (Meister) - 2005: U.S. F2000 National Championship (Platz 12) | - 2010: Nordamerikanische Ferrari Challenge (Meister) - 2011: Nordamerikanische Ferrari Challenge (Meister) - 2011: F2000 Championship Series (Platz 29) - 2011: Rolex Sports Car Series, DP (Platz 13) | - 2012: WEC - 2012: Rolex Sports Car Series, DP - 2012: Continental Tire Sports Car Challenge, GS |

### Le-Mans-Ergebnisse
| Jahr | Team                 | Fahrzeug               | Teamkollege  | Teamkollege         | Platzierung            | Ausfallgrund |
| ---- | -------------------- | ---------------------- | ------------ | ------------------- | ---------------------- | ------------ |
| 2012 | Starworks Motorsport | HPD ARX-03b            | Ryan Dalziel | Thomas Kimber-Smith | Rang 7 und Klassensieg |              |
| 2013 | 8 Star Motorsports   | Ferrari 458 Italia GT2 | Rui Águas    | Jason Bright        | Rang 37                |              |

### Sebring-Ergebnisse
| Jahr | Team                 | Fahrzeug                    | Teamkollege            | Teamkollege  | Teamkollege | Platzierung            | Ausfallgrund |
| ---- | -------------------- | --------------------------- | ---------------------- | ------------ | ----------- | ---------------------- | ------------ |
| 2012 | Starworks Motorsport | HPD ARX-03b                 | Stéphane Sarrazin      | Ryan Dalziel |             | Rang 3 und Klassensieg |              |
| 2015 | AF Corse             | Ferrari 458 Italia Grand-Am | Piergiuseppe Perazzini | Rui Águas    | Marco Cioci | Rang 27                |              |

### Einzelergebnisse in der FIA-Langstrecken-Weltmeisterschaft
| Saison | Team                 | Rennwagen          | 1   | 2   | 3   | 4   | 5   | 6   | 7   | 8   |
| ------ | -------------------- | ------------------ | --- | --- | --- | --- | --- | --- | --- | --- |
| 2012   | Starworks Motorsport | HPD ARX-03b        | SEB | SPA | LEM | SIL | SAO | BAH | FUJ | SHA |
| 2012   | Starworks Motorsport | HPD ARX-03b        | 3   | 34  | 7   | 9   | 7   | 8   | 9   | 8   |
| 2013   | 8 Star Motorsports   | Ferrari 458 Italia | SIL | SPA | LEM | SAO | AUS | FUJ | SHA | BAH |
| 2013   | 8 Star Motorsports   | Ferrari 458 Italia | 22  | 21  | 37  | 15  | 19  | 20  | 18  | 15  |
| 2014   | 8 Star Motorsports   | Ferrari 458 Italia | SIL | SPA | LEM | AUS | FUJ | SHA | BAH | SAO |
| 2014   | 8 Star Motorsports   | Ferrari 458 Italia | DNF | 27  |     |     |     |     |     |     |